# Lena Gercke
Lena Johanna Gercke (Marburgo, 29 febbraio 1988) è una modella e conduttrice televisiva tedesca.

## Biografia
Nota per aver vinto la prima edizione del reality show Germany's Next Topmodel, dal 2009 è la conduttrice del reality Austria's Next Topmodel. È stata legata sentimentalmente all' ex calciatore Sami Khedira.

## Agenzie
- Action Management, Grecia
- Elite Model Management, Amsterdam
- Elite Model Management, Milano
- Muse Model, New York
- Munich Models
- Select Models, Londra
- Sight Management, Barcellona
- Red Seven Artists